# 378204 Bettyhesser
378204 Bettyhesser este o planetă minoră (asteroid) din centura de asteroizi. A fost descoperită pe 26 decembrie 2006 la Mauna Kea de David D. Balam. 
Obiectul prezintă o orbită caracterizată de o semiaxă mare de 2,4714737792328 UAi, o excentricitate de 0,08, o înclinație de 7,9 ° în raport cu ecliptica.